# Estatuetes ciclàdiques

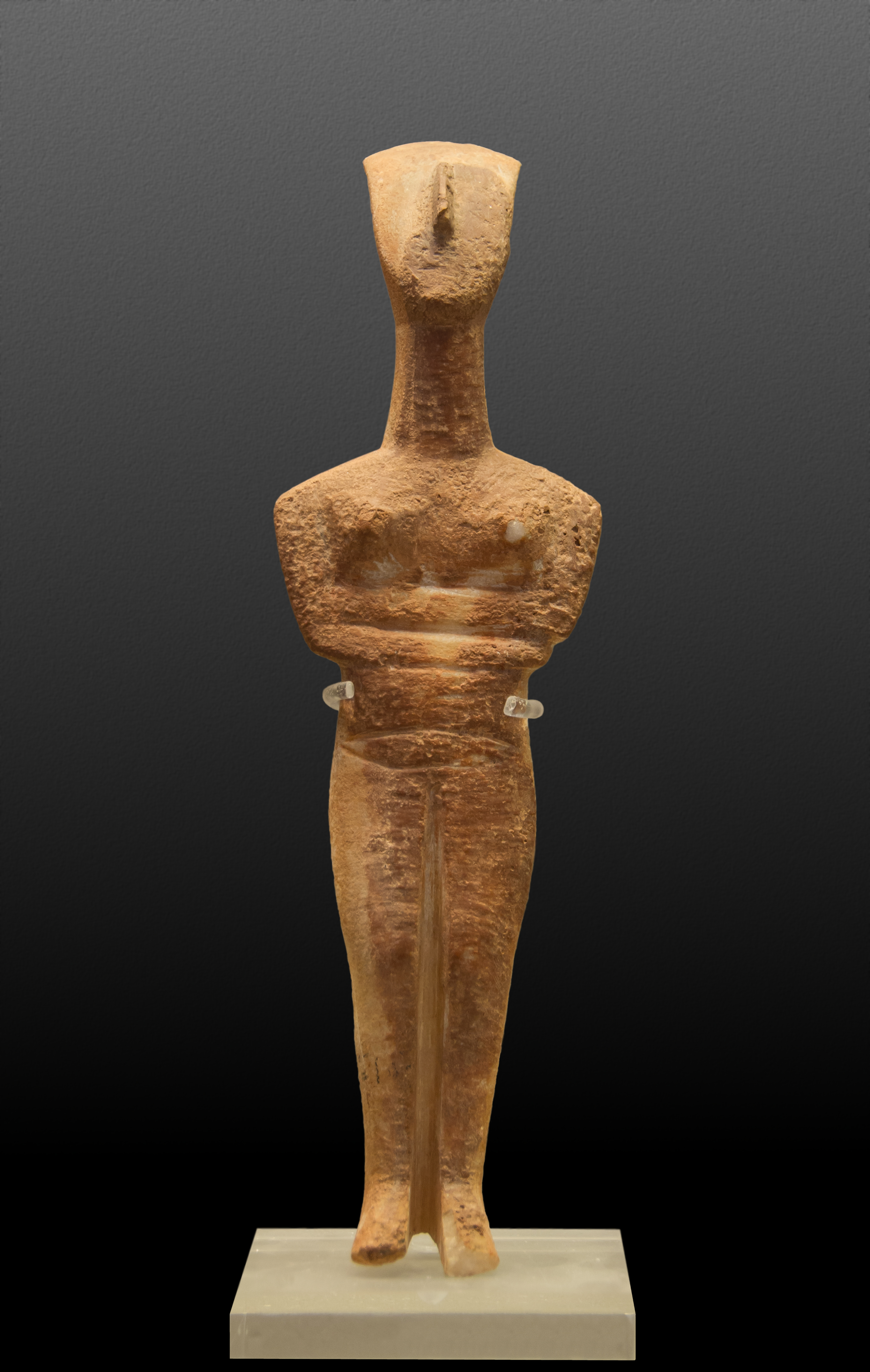
Estatueta ciclàdica femenina

Les estatuetes ciclàdiques són escultures de petita i mitjana grandària datades del III mil·lenni abans de la nostra era, i elaborades a les Illes Cíclades, que és l'àrea d'on procedeixen la majoria de les que se n'han conservat. Algunes, però, han aparegut en altres zones de la mar Egea, sobretot en tombes cretenques.

## Característiques

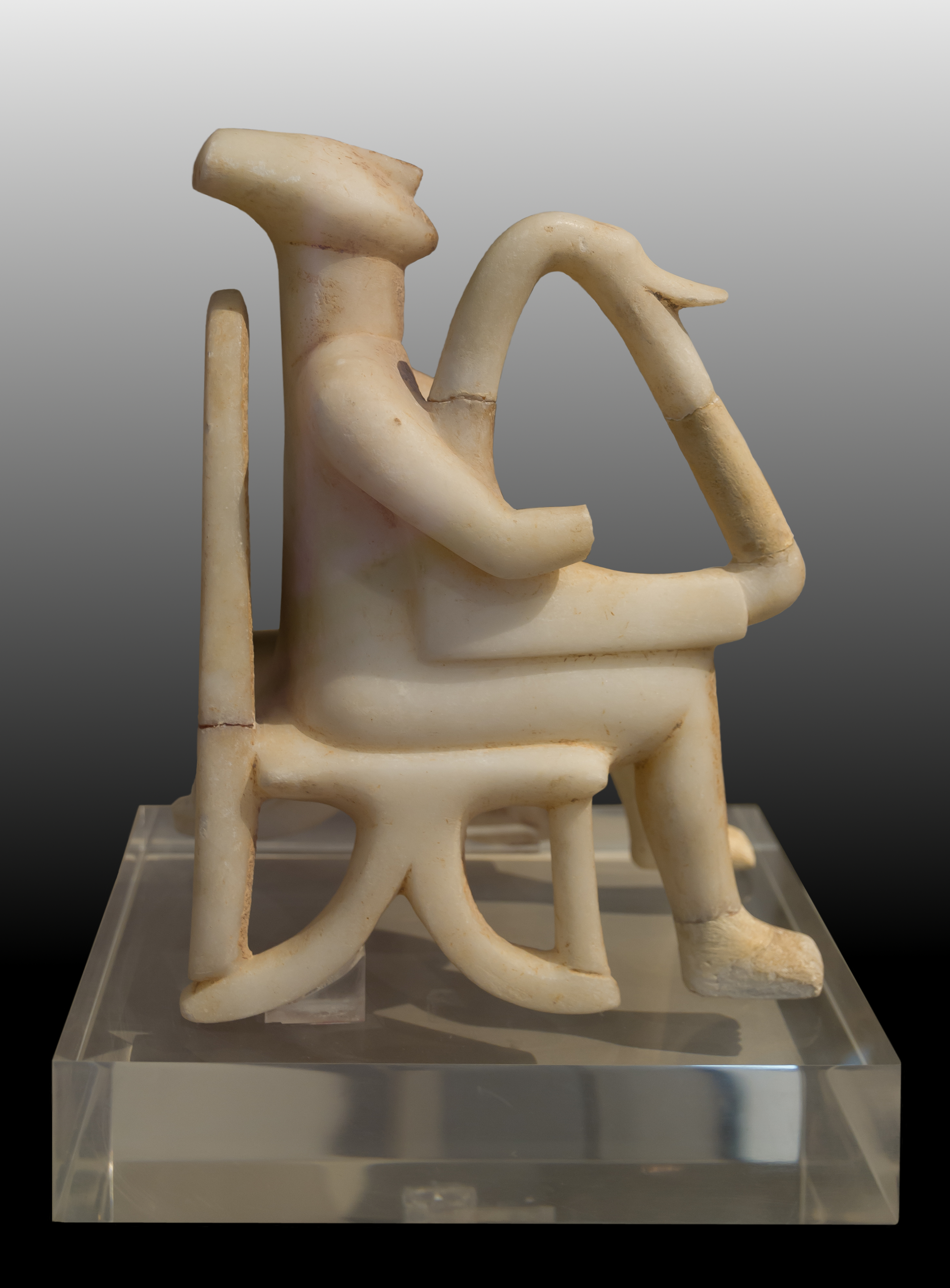
El conegut com Arpista de Keros. Museu Arqueològic Nacional d'Atenes

Són figures que utilitzen com a material el marbre de la zona, molt compacte i de gra molt fi. Són antropomorfes, amb perfils arredonits, sense detalls marcats i tendents a l'esquematisme. La suavitat de línies i de la superfície s'aconseguia polint el marbre amb esmeril o corindó. La presència de pigments de colors vermells i blaus indica que almenys algunes en tenien decoració pintada.
En general no tenen pas més de 30 cm, tot i haver-n'hi algunes amb 1,5 m. Algunes presenten trencament intencionat del coll i unes altres tenen forats.

## Tipus
Per la forma, n'hi ha diferents tipus: d'una banda, les que tenen tendència a l'abstracció, també dites de caixa de violí, per la forma, i d'altra, les imiten els trets humans de manera més realista. Entre aquestes es poden distingir les de braços plegats sota el pit, les de dones embarassades, les de dones que sostenen els fills al braç o damunt del cap, i les de músics.
Les primeres tingueren l'apogeu durant quasi tota la primera meitat del III mil·lenni, tot i que arriben fins al Ciclàdic Mitjà, com palesen les plaques retallades de Filakopí a l'illa de Milos, datades del 1900 abans de la nostra era. Les de braços plegats van florir entre el 2400 i el 2000 ae. El terme realista ha de prendre's en sentit general perquè aquestes figures es caracteritzen precisament per les faccions geomètriques i per la representació subtil dels membres del cos, gairebé sense articulacions. Només al final del període contenen algun detall anatòmic, com ara ulls i boca.
Les més antigues, pertanyents a la cultura de Grotta-Pelos (Ciclàdic Antic I), es poden dividir en les de tipus de caixa de violí que són les més abstractes perquè consten d'un cos, un coll llarg i no tenen cap, encara que a voltes tenen detalls com els genitals o collarets; les de tipus Plastiras, estatuetes femenines de trets facials molt marcats, tret dels ulls; i les de tipus Louros, que tenen els braços horitzontals, estirats.
Les figuretes de braços plegats de la cultura Keros-Siros (Ciclàdic Antic II) tenen diferents varietats que es distingeixen per certs trets concrets. Fins i tot algunes se n'han pogut assignar a un taller o artista. Les de tipus Spedos són robustes, de cintura més estreta que la zona de l'abdomen i separada de la part inferior del cos per una esquerda, amb les cames separades, una incisió al genoll, el rostre convex i el cap en forma de «O». Les de tipus Kapsala tenen el cap ovalat, l'esquena estreta i els pits projectats. Les de tipus Dokatismata són primes i elegants, de cames llargues i estretes, així com el coll; el cap té forma triangular i l'esquena és prou ampla. Les de tipus Kalandrianí tenen el tòrax quadrat, les cames curtes, el coll llarg i cilíndric i el cap triangular. Les d'aquest tipus, tenen el pubis prou gran.
En el Ciclàdic Antic II apareixen també algunes figuretes de músics i composicions de diverses estatuetes. Dos exemples destacats en són el Flautista de Keros i l'Arpista de Keros trobats en aquesta illa.
A Creta han aparegut també figuretes, entre les quals n'hi ha que s'han definit com de tipus Kumasa, que són petites i planes, també de braços plegats, amb les cames curtes i les espatles amples.
D'altra banda, les figuretes de la cultura Filakopí, que també pertanyen a la fase ciclàdica més tardana, són més semblants a les de la fase més antiga perquè tendeixen a l'esquematisme i la simplicitat, no representen pas trets facials ni articulacions, i no solen definir-ne el sexe.(7)
| Principals tipologies de les estatuetes ciclàdiques |                      | |                  |
| Denominació                                         | Cronologia           | Característiques | Imatge d'exemple |
| Pelos o «caixa de violí»                            | Cultura Grotta-Pelos | Esquemàtiques, sense cap, amb forma de caixa de violí                                                               |                  |
| Plastira                                            | Cultura Grotta-Pelos | Hi apareix el cap, amb trets facials molt marcats excepte els ulls                                                  |                  |
| Louros                                              | Cultura Grotta-Pelos | Braços curts estesos en forma horitzontal, absència de característiques facials                                     |                  |
| Spedos                                              | Cultura Keros-Siros  | Cap en forma de O, cintura més estreta en l'abdomen, esquerda entre les cames a l'altura del genoll                 |                  |
| Kapsala                                             | Cultura Keros-Siros  | Cap oval, sense nas, esquena estreta, braços més a baix que les del tipus Spedos, pits projectats, manquen de pubis |                  |
| Dokatismata                                         | Cultura Keros-Siros  | Coll llarg i estret, cames llargues, esquena ampla, cap triangular                                                  |                  |
| Kalandrianí                                         | Cultura Keros-Siros  | Coll cilíndric, cames curtes, cap triangular, braços més a prop del pubis                                           |                  |

## Possibles funcions i simbologia
A moltes de les figuretes no se'ls pot assignar amb certesa un sexe, però moltes representen amb seguretat figures femenines. Es pensa que les que representen figures femenines nues, de braços plegats sobre el ventre i els pits i el pubis ben marcats, podrien ser representacions de la dea de la fertilitat. Algunes de les estatuetes tenen els peus en postura obliqua i el cap una mica inclinat cap enrere, i potser representen dones tombades en el moment del part. D'altra banda, també hi ha algunes figuretes masculines en actitud de lluita, caçant, o tocant instruments musicals.
Apareixen, en la majoria, en tombes de cista, i també en habitatges, per la qual cosa s'ha suggerit que es tractava d'objectes de prestigi personals. Hi ha, però, diferents teories sobre l'ús que en tenien: podrien tractar-se de substituts de sacrificis humans o bé imatges d'avantpassats. També s'ha suggerit que les més grans podrien servir per a indicar els llocs d'enterrament com si fossen d'esteles, mentre que les més petites pogueren ser nines infantils o tenir una funció de protectores dels morts o d'amulets per a acompanyar els difunts (se les ha relacionades amb els uixebtis egipcis).